# Список втрачених культових споруд Києва

## Втрачені православні храми
| Назва                                                                    | Зображення | Місцезнаходження                                                            | Дата спорудження                  | Архітектор                           | Стиль                                            | Дата зруйнування  | Примітки                                                                 |
| ------------------------------------------------------------------------ | ---------- | --------------------------------------------------------------------------- | --------------------------------- | ------------------------------------ | ------------------------------------------------ | ----------------- | ------------------------------------------------------------------------ |
| Благовіщенська церква                                                    |            | Маріїнсько-Благовіщенська вулиця                                            | 1885—1887                         | Володимир Ніколаєв                   |                                                  | 1935              |                                                                          |
| Благовіщенська церква-дзвіниця Кирилівського монастиря                   |            | Кирилівський монастир                                                       | 1748—1760                         | Іван Григорович-Барський             | українське бароко                                | 1937              |                                                                          |
| Церква Богородиці Влахернської у Кловському монастирі                    |            | на місці Кловського ліцею по вул. Шовковичній, 25                           | межа XI—XII ст.                   |                                      |                                                  | після 1240        |                                                                          |
| Богоявленський собор                                                     |            | Поділ, Київський Братський Богоявленський монастир                          | 1690—1693                         | Йосип Старцев                        | українське бароко                                | 1935              |                                                                          |
| Військовий Микільський собор                                             |            | поблизу сучасної пл. Слави                                                  | 1690—1696                         | Йосип Старцев                        | українське бароко                                | 1934              | сайт                                                                     |
| Вознесенська церква                                                      |            | Кудрявець, на місці Академії образотворчого мистецтва                       | 1718                              |                                      | бароко                                           | 1879              |                                                                          |
| Вознесенська церква                                                      |            | сучасна вул. Січових Стрільців, 46                                          | 1863—1870                         | Павло Спарро                         | псевдоросійський                                 | сер. 1930-х       |                                                                          |
| Церква Святого Рівноапостольного князя Володимира (Володимиро-Либідська) |            | на місці Палацу «Україна»                                                   | 1835 (дерев'яна), 1907 (мурована) | Людвік Станзані, Євген Єрмаков       |                                                  | 1936              |                                                                          |
| Воскресенська церква                                                     |            | на розі вул. Спаської та пров. Хорива (на місці будинку № 4 у пров. Хорива) | 1670                              | Михайло Грек або Михайло Рудзинський | бароко                                           | 1935              |                                                                          |
| Георгіївська церква (стародавня)                                         |            | на розі вул. Золотоворітської та Георгіївського пров.                       | 1055                              |                                      |                                                  | 1240              |                                                                          |
| Георгіївська церква (нова)                                               |            | на розі вул. Золотоворітської та Георгіївського пров.                       | 1744—1752                         |                                      | бароко                                           | 1934              |                                                                          |
| Десятинна церква (стародавня)                                            |            | перед Історичним музеєм                                                     | кін. X ст.                        |                                      |                                                  | 1240              |                                                                          |
| Десятинна церква (нова)                                                  |            | перед Історичним музеєм                                                     | 1842                              |                                      |                                                  | 1928              |                                                                          |
| Дзвіниця Китаївської пустині                                             |            | Китаївська пустинь                                                          | 1829—1835                         |                                      | класицизм                                        | 1932              |                                                                          |
| Дзвіниця Трьохсвятительської церкви                                      |            | Десятинна вул.                                                              | 1904                              | Володимир Ніколаєв                   | псевдоросійський                                 | 1929              |                                                                          |
| Дивізійна церква                                                         |            | між сучасними вулицями Дорогожицькою та Щусєва                              | 1895                              | Андрій-Фердінанд Краусс              |                                                  | поч. 1920-х       |                                                                          |
| Каплиця в пам'ять врятування життя Олександра II                         |            | Європейська пл., з 1905 — вул. Грушевського, Міський сад                    | 1869—1871                         | Олександр Ніккельс                   | неоросійський                                    | 1928              |                                                                          |
| Церква Святого Іллі                                                      |            | на перетині вулиць Жилянської та Симона Петлюри                             | 1908—1914                         | Євген Єрмаков                        | еклектичний                                      | 1935              |                                                                          |
| Ірининський собор                                                        |            | на розі вулиць Володимирської та Ірининської                                | 1-а третина ХІ ст.                |                                      | візантійський                                    | 1240              |                                                                          |
| Каплиця «Нечаяна Радість»                                                |            | біля будинку № 9 по вул. Великій Житомирській                               | поч. XX ст.                       | Євген Єрмаков                        | неоросійський                                    | 1933              |                                                                          |
| Церква Зішестя Святого Духа                                              |            | між будинками № 19 та 21 по вул. Борисоглібській                            | 1-ша пол. XVII ст.; 1721          |                                      |                                                  | 1811              |                                                                          |
| Каплиця на місці престолу Святодухівської церкви                         |            | між будинками № 19 та 21 по вул. Борисоглібській                            | 1904                              |                                      |                                                  | поч. 1920-х       |                                                                          |
| Каплиця на честь порятунку Олександра III                                |            | на розі вулиць Юрія Іллєнка і Герцена                                       | 1891                              | Володимир Ніколаєв                   |                                                  | 1930-ті           |                                                                          |
| Каплиця святого Миколая                                                  |            | навпроти Ланцюгового мосту                                                  | 1865—1867                         | М. Бенземан, Павло Спарро            | російсько-візантійський                          | 1926              |                                                                          |
| Каплиця Товариства рятування на воді                                     |            | Поштова пл.                                                                 | 1900                              | Володимир Безсмертний                | псевдоросійський                                 | 1930-ті           |                                                                          |
| Малий Микільський собор                                                  |            | біля пл. Слави                                                              | 1715                              |                                      | бароко                                           | 1934 (?)          |                                                                          |
| Миколаївська церква                                                      |            | Микільська Слобідка                                                         | 1880                              |                                      |                                                  | 1935              |                                                                          |
| Миколаївська церква                                                      |            | Святошин                                                                    | 1907                              | Микола Горденін                      |                                                  | 1950-ті           |                                                                          |
| Миколо-Либідська церква                                                  |            | вул. Ямська                                                                 | 1920—1921                         |                                      |                                                  | 1927              |                                                                          |
| Церква Миколи Доброго                                                    |            | вул. Покровська, 6                                                          | 1800—1807                         | Андрій Меленський                    | класицизм                                        | 1936              | збереглися дзвіниця і будинок причту                                     |
| Церква Миколи Чудотворця на Звіринці                                     |            | вул. Тимірязєвська, 2                                                       | 1916                              | П. Фетісов, Валеріян Риков           | візантійський                                    |                   | недобудована будівля церкви використовується Інститутом проблем міцності |
| Петропавлівська церква                                                   |            | вул. Притисько-Микільська, 4                                                | 1600-ті — 1750                    |                                      | готика, українське бароко, єлизаветинське бароко | 1935              | Збудований як костел св. Миколи                                          |
| Покровська церква                                                        |            | Голосіїв                                                                    | 1845—1846                         | Павло Спарро                         | псевдоросійський                                 | 1950-ті — 1960-ті |                                                                          |
| Церква Різдва Богородиці                                                 |            | урочище Церковщина                                                          | 1900—1902                         | Євген Єрмаков                        | російський                                       | 1930-ті—1940-ві   |                                                                          |
| Свято-Троїцька церква                                                    |            | Батиєва гора                                                                | 1916                              |                                      |                                                  | 1931              |                                                                          |
| Стрітенська церква                                                       |            | вул. Велика Житомирська, 33                                                 | 1853—1861                         | Володимир Ніколаєв                   | неовізантійський                                 | після 1936        |                                                                          |
| Троїцька церква                                                          |            | Замкова гора                                                                | 1854—1857 (або 1855—1859)         | Павло Спарро                         |                                                  | 1930-ті           |                                                                          |
| Троїцька церква                                                          |            | на перетині вулиць Жилянської та Великої Васильківської                     | 1856—1859                         | Павло Спарро                         | псевдоросійський                                 | 1962              |                                                                          |
| Троїцька церква                                                          |            | вул. Алли Тарасової                                                         | 1731—1732                         |                                      |                                                  | 1858              |                                                                          |
| Трьохсвятительська церква                                                |            | Десятинна вул., 8                                                           | 1183                              |                                      | бароко                                           | 1935—1936         |                                                                          |
| Хрестовоздвиженська церква                                               |            | Пирогів                                                                     | 1821                              |                                      |                                                  | 1930-ті           |                                                                          |
| Церква апостолів Петра і Павла на Куренівці                              |            | на перехресті вулиць Кирилівської та Сирецької, на місці будівлі № 160/20   | 1903—1905                         | Микола Казанський                    |                                                  | 1987              |                                                                          |
| Церква Володимирської ікони Божої Матері                                 |            | Феофанія                                                                    | 1900                              |                                      |                                                  | 1930              |                                                                          |
| Церква Всіх Святих                                                       |            | Щекавиця                                                                    | 1782                              |                                      | бароко                                           | 1935              |                                                                          |
| Церква Іоана Златоуста (Залізна церква)                                  |            | пл. Галицька, на місці цирку                                                | 1867—1871                         | Микола Юргенс                        | псевдоросійський                                 | 1934              |                                                                          |
| Церква Іоана Златоуста                                                   |            | на місці будинку № 9 по вулиці Великій Житомирській                         | 1631                              |                                      | українське бароко                                | 1860-ті—1870-ті   |                                                                          |
| Церква Іоана Златоуста                                                   |            | в будинку № 9 по вулиці Великій Житомирській                                | 1902—1903                         | Євген Єрмаков                        | неоросійський                                    | 1930-ті           |                                                                          |
| Церква Миколи Йорданського                                               |            | поблизу сучасного Мильного провулку                                         | 1866                              |                                      |                                                  | 1935              |                                                                          |
| Церква Олександра Невського                                              |            | на території Маріїнського парку, навпроти вул. Шовковичної                  | 1889—1890                         | Володимир Ніколаєв                   | візантійський                                    | 1934 (?)          |                                                                          |
| Церква Різдва Богородиці                                                 |            | Кухмістерська слобідка                                                      | 1886                              |                                      |                                                  | 1943              |                                                                          |
| Церква Різдва Іоанна Предтечі                                            |            | на території Звіринецького кладовища                                        | 1866                              |                                      | класицизм                                        | 1935              |                                                                          |
| Церква святителя Іоана Рильського та Святої великомучениці Варвари       |            | Гідропарк                                                                   | 1909                              |                                      |                                                  | 1943 (?)          |                                                                          |
| Церква святителя Феодосія Чернігівського                                 |            | Нова Дарниця                                                                | 1909—1909                         |                                      |                                                  | кін. 1930-х       |                                                                          |
| Церква святих Бориса й Гліба                                             |            | на розі вулиць Борисоглібської та Братської (подвір'я будинку № 10/10)      | 1691—1692                         |                                      | бароко (храм), ампір (дзвіниця)                  | 1936 (?)          |                                                                          |
| Церква Святого Георгія                                                   |            | на місці будинку № 5 по вул. Каштановій                                     | 1876                              |                                      |                                                  | 1943              |                                                                          |
| Церква святого Димитрія Ростовського                                     |            | Байкове кладовище                                                           | 1839—1841                         |                                      |                                                  | 1897              |                                                                          |
| Церква Святого Миколая                                                   |            | Михайлівський Золотоверхий монастир                                         | 1855—1856                         | Павло Спарро, Володимир Ніколаєв     |                                                  | 1935—1936         |                                                                          |
| Церква святого Миколая в палаці генерал-губернатора                      |            | вул. Інститутська, 20/8                                                     | 1863                              |                                      |                                                  | 1920              |                                                                          |
| Церква святого Олександра Невського                                      |            | Ґалаґани                                                                    | 1891—1893                         | Володимир Ніколаєв                   | неоросійський                                    | 1936              |                                                                          |
| Церква Святого Олександра Невського у «Сулимівці»                        |            | вул. Лютеранська, 6                                                         | 1866—1868                         | Михайло Іконніков                    | неоросійський                                    | 1928              |                                                                          |
| Церква Святого Пантелеймона                                              |            | вул. Семена Скляренка                                                       | 1897—1901                         | Володимир Ніколаєв, Микола Горденін  | псевдоросійський                                 | 1963              |                                                                          |
| Церква Святого Пантелеймона                                              |            | Лабораторний пров., навпроти нинішньої будівлі № 16                         | 1897—1898                         | Володимир Ніколаєв                   | псевдоросійський                                 | 1930-ті           |                                                                          |
| Церква святої Єлизавети                                                  |            | Труханів острів                                                             | 1909—1910                         | Євген Єрмаков                        | російський                                       | 1943              |                                                                          |
| Церква святої Марії Магдалини                                            |            | поруч із нинішньою станцією метро «Політехнічний інститут»                  | 1885—1887                         | Вадим Катеринич                      | російсько-візантійський                          | 1935              |                                                                          |
| Церква святої Ольги                                                      |            | Печерська пл., на розі вулиць Гусовського і Панаса Мирного                  | 1837—1839                         |                                      | візантійський                                    | 1936              |                                                                          |
| Церква Спаса Преображення                                                |            | в районі буд. № 31 по вул. Спаській                                         | 1699                              |                                      | бароко                                           | 1811              |                                                                          |
| Троїцька церква                                                          |            | Сирець                                                                      | ?                                 | Євген Єрмаков                        |                                                  | ?                 |                                                                          |
| Церква Феодора Освяченого                                                |            | вул. Багговутівська, 4-а                                                    | 1871—1874                         | Микола Юргенс; Петро Федоров         | псевдоросійський                                 | 1935              |                                                                          |
| Церква Чесного Образу Божої Матері «Знамення»                            |            | Васильчики, нині територія парку «Нивки»                                    | 1912—1913                         | Євген Єрмаков                        | псевдоросійський                                 | 1936              |                                                                          |
| Церква Чуда Архангела Михаїла                                            |            | Феофанія                                                                    | 1802—1803                         |                                      |                                                  | 1930-ті           |                                                                          |

## Втрачені православні монастирі
| Назва                                   | Зображення | Місцезнаходження                                                                      | Дата спорудження       | Архітектор | Стиль             | Дата зруйнування                                               | Примітки |
| --------------------------------------- | ---------- | ------------------------------------------------------------------------------------- | ---------------------- | ---------- | ----------------- | -------------------------------------------------------------- | -------- |
| Вознесенський монастир                  |            | в районі комплексу «Мистецький Арсенал» (вул. Лаврська, 12)                           | XVII ст. — 1705        |            | українське бароко | 1712 (ліквідація монастиря), 1798 (знесення останньої споруди) |          |
| Церква святої Катерини                  |            | Контрактова пл. 50°27′47″ пн. ш. 30°31′12″ сх. д. / 50.46306° пн. ш. 30.52000° сх. д. | 1739—1741              |            | українське бароко | 1929                                                           |          |
| Київський Пустинно-Микільський монастир |            | вул. Мазепи, 1-5                                                                      | 1710-ті                |            | бароко            | 1934                                                           |          |
| Монастир Миколи Йорданського            |            | вул. Кирилівська, 47-51                                                               | 1616                   |            |                   | 1786 (закриття монастиря), 1821 (згоріла монастирська церква)  |          |
| Спасо-Преображенська пустинь            |            | вул. Ягідна                                                                           | 1872                   |            |                   | 1938 — 1980-ті                                                 |          |
| Федорівський монастир                   |            | вул. Володимирська, 7-9                                                               | між 1129 і 1146 роками |            |                   | після 1240                                                     |          |

## Втрачені католицькі храми
| Назва                                | Зображення | Місцезнаходження                                  | Дата спорудження | Архітектор | Стиль            | Дата зруйнування  | Примітки         |
| ------------------------------------ | ---------- | ------------------------------------------------- | ---------------- | ---------- | ---------------- | ----------------- | ---------------- |
| Кафедральний римо-католицький костел |            | на місці Житнього ринку                           | 1630-ті          |            |                  | до кінця XVII ст. | римо-католицька  |
| Костел святого Йосипа                |            | Юрківська вул.                                    | 1912             |            | псевдороманський | до 1925           | римо-католицька  |
| Церква Святого Серця Христового      |            | вул. Володимира Винниченка, на місці будинку № 10 | 1917             |            |                  | 1935              | греко-католицька |

## Втрачені протестантські храми
| Назва                  | Зображення | Місцезнаходження                           | Дата спорудження | Архітектор | Стиль | Дата зруйнування | Примітки |
| ---------------------- | ---------- | ------------------------------------------ | ---------------- | ---------- | ----- | ---------------- | -------- |
| Кірха святої Єкатерини |            | на розі вулиць Сагайдачного та Ігорівської | 1794             |            |       | 1811             |          |

## Втрачені синагоги
| Назва                              | Зображення | Місцезнаходження                                      | Дата спорудження | Архітектор        | Стиль            | Дата зруйнування                       | Примітки                        |
| ---------------------------------- | ---------- | ----------------------------------------------------- | ---------------- | ----------------- | ---------------- | -------------------------------------- | ------------------------------- |
| Новостроєнська синагога            |            | в районі будинку № 114 по вул. Великій Васильківській | 1910             | Микола Горденін   | модерн           | після 1920-х                           |                                 |
| Печерська синагога                 |            | Печерська пл.                                         | 1808             | Андрій Меленський |                  | 1829                                   |                                 |
| Синагога Баришпольського           |            | Голосіївський пр-т, 22                                | 1878             |                   | цегляний, модерн |                                        | не використовується як синагога |
| Синагога Каплера                   |            | вул. Ярославська, 17                                  | 1897             | Іполит Ніколаєв   |                  | 1960-ті                                |                                 |
| Синагога на Нижній Солом'янці      |            | Вокзальна вул., 17 (на місці ТЕЦ-3)                   | 1878—1897        |                   |                  | 1930 (закриття), після 1931 (знесення) |                                 |
| Молитовня при притулку Гальперіних |            | вул. Ярославська, 56                                  | 1908             | Абрам Трахтенберг |                  | 1917—1921                              |                                 |